# Спендіаров Леонід Афанасійович
Леонід Афанасійович Спендіаров (вірм. Լեոնիդ Աֆանասիի Սպենդիարյան; нім. Leonid Spendiaroff; 2 (14) травня 1869, Велика Каховка — 17 (29) серпня 1897, Санкт-Петербург) — російський геолог, ім'ям якого названо «Премію Спендіарова», що вручається на міжнародних геологічних конгресах.
Старший брат композитора Олександра Спендіарова (1871—1928), народного артиста Вірменської РСР.

## Життєпис
Народився 2 (14) травня 1869 року в селі Велика Каховка (Дніпровський повіт, Таврійська губернія), у вірменській купецькій родині лісопромисловця Афанасія Авксентійовича Спендіарова (1840—1901) і музикантки і співачки Наталії Карпівни (до шлюбу Селінової; 1845—1915).
1887 року сім'я переїхала в місто Сімферополь. Початкову освіту здобув у гімназії в Сімферополі потім у Феодосії.

1889 року вступив на відділення природничих наук фізико-математичного факультету Московського університету а, потім, одночасно, на вокальне відділення Московської консерваторії.1892 року його заарештували під час акції протесту (сходки) студентів, і виключили з університету.18.10.1892 року він писав з Москви:
Думка про те що двері університету закриються для мене назавжди, кинула мене в жар, і я не припускав такої несправедливості з боку долі. Я тільки втішався тим, що все, що не робиться, то на краще. Оригінальний текст (рос.)
Мысль о том что двери университета закроются для меня навсегда, бросила меня в жар, и я не допускал такой несправедливости со стороны судьбы. Я только утешался тем, что всё, что ни делается, то к лучшему
1892 року переїхав до міста Дерпт, вступив до Дерптського університету. Займався мінералогією і петрографією під керівництвом професора Ф. Ю. Левінсона-Лессинга.
1894 року закінчив Дерптський університет із золотою медаллю, здобув ступінь кандидата геології та сільського господарства. Був залишений для підготовки до професорського звання. Вивчав вулканічні вивержені гірські породи гори Араґац, інші райони Закавказзя. 1895 року здобув магістерський ступінь кандидата мінералогічних наук.
1894 року (ще студентом) взяв участь у роботі 6 сесії Міжнародного геологічного конгресу (Цюрих). Там він познайомився з О. П. Карпінським, потім бував у нього вдома в Санкт-Петербурзі, співав на вечорах.
Від 1895 року працював у Міністерстві державного майна Російської імперії в Санкт-Петербурзі.
1896 року відряджений до Австро-Угорщини, в Лабораторію землеробської хімії і Палеонтологічний інститут при Віденському університеті. Займався у професорів Е. Зюсса, В. Ваагена і Г. Чермака, розбирав свої колекції і кавказькі колекції Г. Абіха. Брав участь у геологічних екскурсіях околицями Відня і в експедиціях у Богемію, де збирав матеріал щодо відкладів і фауни силурійського періоду.
Влітку 1897 року він повернувся з Австрії до Росії (залишивши дружину і дитину у Відні) для участі в екскурсіях і роботі 7 сесії Міжнародного геологічного конгресу.
17 (29) августа 1897 року був присутнім на відкритті Конгресу в Санкт-Петербурзі, однак, увечері помер (обставини смерті розглянуто нижче).
Похований на Вірменському кладовищі в Санкт-Петербурзі (Смоленське вірменське кладовище), перепохований[коли?] у Феодосії у фамільному склепі Спендіарових.

## Загадка смерті
Різні дослідники розійшлися в думках щодо обставин смерті Л. А. Спендіарова:1) Густав фон Артабер (Gustav von Arthaber), який працював з Л. А. Спендіаровим у містах Перм, Нижній Новгород і Відень, 12 березня 1898 року писав (переклад з німецької):
Влітку 1894 року Спендіаров відвідав 6-й Геологічний конгрес у Цюріху, і готувався влітку 1897 року їхати в Росію на 7-й конгрес до Санкт-Петербурга, де йому було доручено керувати невеликими екскурсіями по Кавказу. Однак перед цим він здійснив велику поїздку в справах конгресу на Урал. Можливо труднощі під час поїздки або інтенсивні дослідження спричинили загальне перенапруження. Коли ми приїхали в Петербург, Спендіаров, очевидно, страждав від невеликої застуди і наступного дня інсульт мозку поклав кінець його багатонадійній кар'єрі і життю.

2) 1967 року C. Т. Тигранян, який працював у архівах ЦДІА Естонської РСР (фонд № 402) писав:
Л. А. Спендіаров виїхав на батьківщину і взяв участь в екскурсіях Конгресу по Кавказу. Однак ця подорож виявилася для нього фатальною. Під час одного з маршрутів він упав з коня й отримав серйозні забої голови. Попри хворобливий стан, він разом з іншими учасниками вирушив до Петербурга, вранці був присутнім на відкритті конгресу, а ввечері його не стало.

3) Е. Г. Малхасян, вивчивши листи Л. А. Спендіарова і спогади його племінниці, в статті 1982 року, на підставі листів Л. А. Спендіарова і бесід із М. А. Спендіаровою, писав:
Раптова смерть Л. Спендіарова для всіх близьких була великою несподіванкою і її причина залишається нез'ясованою, мабуть, нещасному випадку, який трапився в дні кавказької екскурсії, чимало сприяє ще й та обставина, що 1894 року він переніс важку інфлюенцу із запаленням правого вуха.

Племінниця Марія Олександрівна Спендіарова також згадувала:
Взагалі Льоня був чарівний молодий чоловік. А як дітей любив! Пам'ятаю, пораючись — з нами, він захищав рукою праве вухо, що поболювало йому після перенесеного запалення.Оригінальний текст (рос.)
Вообще Лёня был прелестный молодой человек. А как детей любил! Помню, возясь — с нами, он защищал рукой правое ухо, всегда побаливавшее у него после перенесённого воспаления.

4) 2017 року співробітники Інституту геологічних наук НАН РВ повідомили, що (переклад з англійської, без посилань на джерела в тезах)

Л. А. Спендіаров поїхав на батьківщину організовувати наукові екскурсії по Кавказу зі своїм учителем Ф. Ю. Левінсон-Лессингом для делегатів Конгресу, залишивши дружину і новонародженого сина у Відні. На жаль, ця поїздка стала фатальною для нього. Під час одного з маршрутів візок, в якоку подорожував Леонід Афанасійович, перекинувся, і пасажири ледь змогли вибратися з-під нього. Його ліва рука була вся в крові. Його руку вимили й забинтували, і він продовжив огляд запланованого маршруту, а наступного дня взяв участь у церемонії відкриття конгресу. Однак він помер увечері… Зараз важко зрозуміти причину такої швидкої смерті. Але його батько і син також померли через невеликі порізи. Можливо, Леонід Афанасійович успадкував слабкий імунітет і помер від зараження крові через рану.

## Родина
Брат і сестри:
- брат — Олександр (1871—1928) — композитор, диригент, народний артист Вірменської РСР (1926), одружився зі вдовою брата.
- сестра Єлизавета (1873—1958)
- сестра Євгенія (1875—1937)
- сестра — Валентина (1877—1905) — мати композитора М. К. Чемберджі (1903—1948) і бабуся філологині В. М. Чемберджі[ru] (нар. 1936, перша дружина В. В. Познера).

1896 року одружився з Варварою Леонідівною Мазіровою (1872—1942) — внучатою племінницею художника І. К. Айвазовського.
- Син — Спендіаров Леонід Леонідович (1897—1914).

## Адреси
Адреси пов'язані з Л. А. Спендіаровим:
- Сімферополь — в юності жив за адресою: вулиця Севастопольська, буд. 19.

## Систематик
Описав нові види викопних морських їжаків:
- Collyrites Warwarae Spend.
- Collyrites Loewinsoni Spend.
- Collyrites rostrata Spend.

## Пам'ять
Архів, геологічні колекції і бібліотека Л. А. Спендіарова його батько передав у Дерптський університет. Зберігалися в Центральному державному історичному архіві Естонської РСР, фонд № 402.
За свідченням племінниці М. О. Спендіарової в будинку Спендіарових у Судаку зберігалася геологічна та палеонтологічна колекція Л. А. Спендіарова. Під час Німецько-радянської війни будинок було зруйновано, і весь матеріал пропав.
Для увічнення пам'яті багатонадійного молодого геолога, на 7-й сесії Міжнародного геологічного конгресу, що проходив у Санкт-Петербурзі (1897), прийнято рішення заснувати премію його імені для геологів — «Премію Спендіарова». Від 1900 року премія виплачувалася із суми, внесеної для цього його родичами. Геологічний комітет і Міжнародний геологічний конгрес розробили положення про премію — «за найкращий твір у галузі геології з питань, запропонованих Конгресом на попередній сесії».
Ім'ям Л. А. Спендіарова названо:
- Провулок братів Спендіарових, місто Сімферополь.
- Вулицю в місті Судак